# Pozzonovo
Pozzonovo ist eine italienische Gemeinde (comune) mit 3408 Einwohnern (Stand 31. Dezember 2023) in der Provinz Padua, Region Venetien. 

## Geographie
Die Gemeinde liegt etwa 24 Kilometer südsüdwestlich von Padua in der unteren Poebene auf einer Höhe von 6 m s.l.m. zwischen den Euganeischen Hügeln im Norden und der Etsch im Süden. Zur Gemeinde Pozzonovo gehört die Fraktion Stroppare.

## Geschichte
Pozzonovo wird erstmals Mitte des 13. Jahrhunderts urkundlich als Puthei Novi erwähnt. Seit 1927 ist Pozzonovo eine eigenständige Gemeinde. 

## Verkehr
Am nordöstlichen Rand führt die Autostrada A13 von Padua nach Bologna durch das Gemeindegebiet. Bei Pozzonovo gibt es einen kleinen Flugplatz (Aviosuperficie Colli Euganei) für die Allgemeine Luftfahrt.

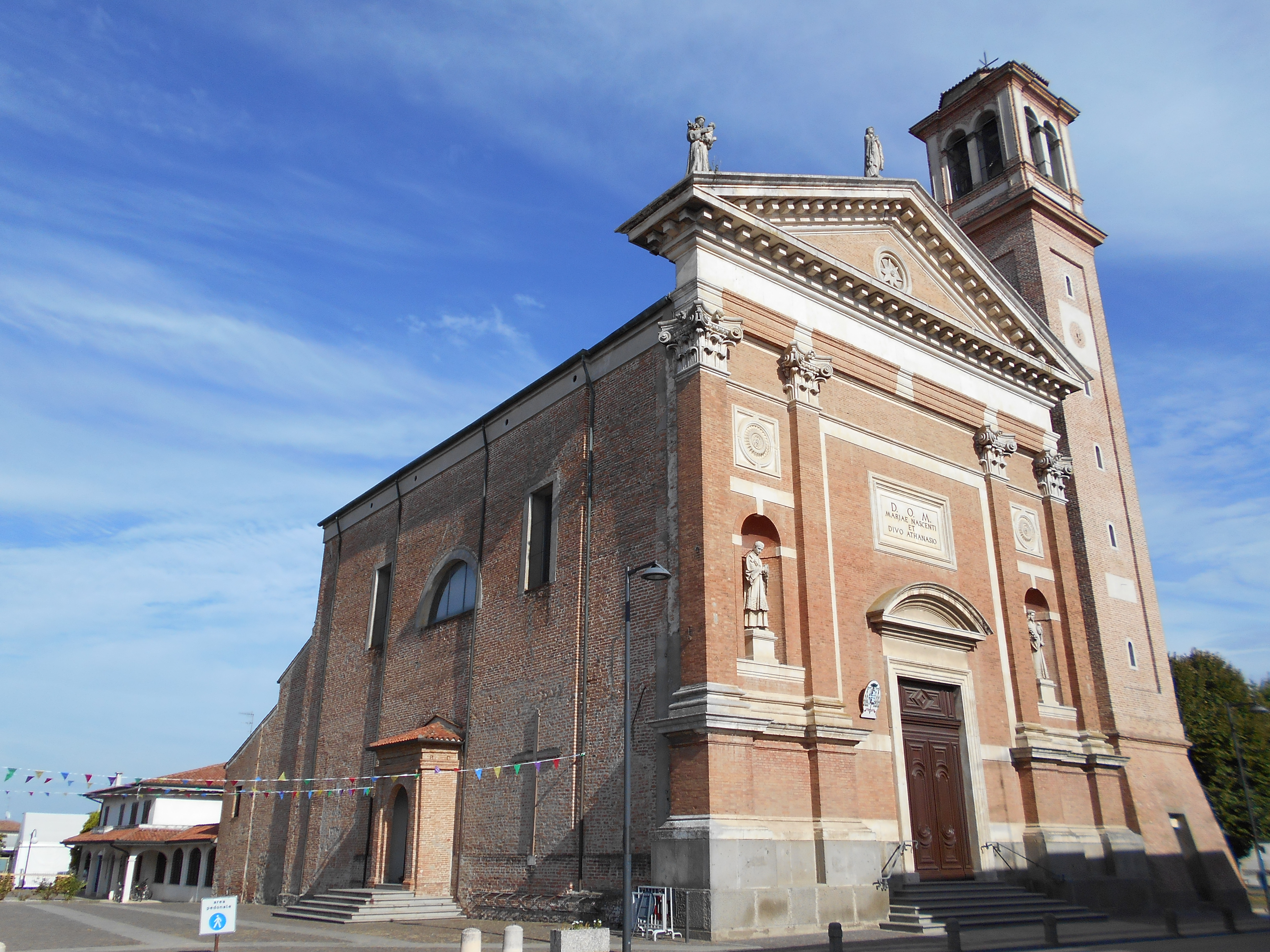
Pfarrkirche Natività della Beata Vergine Maria
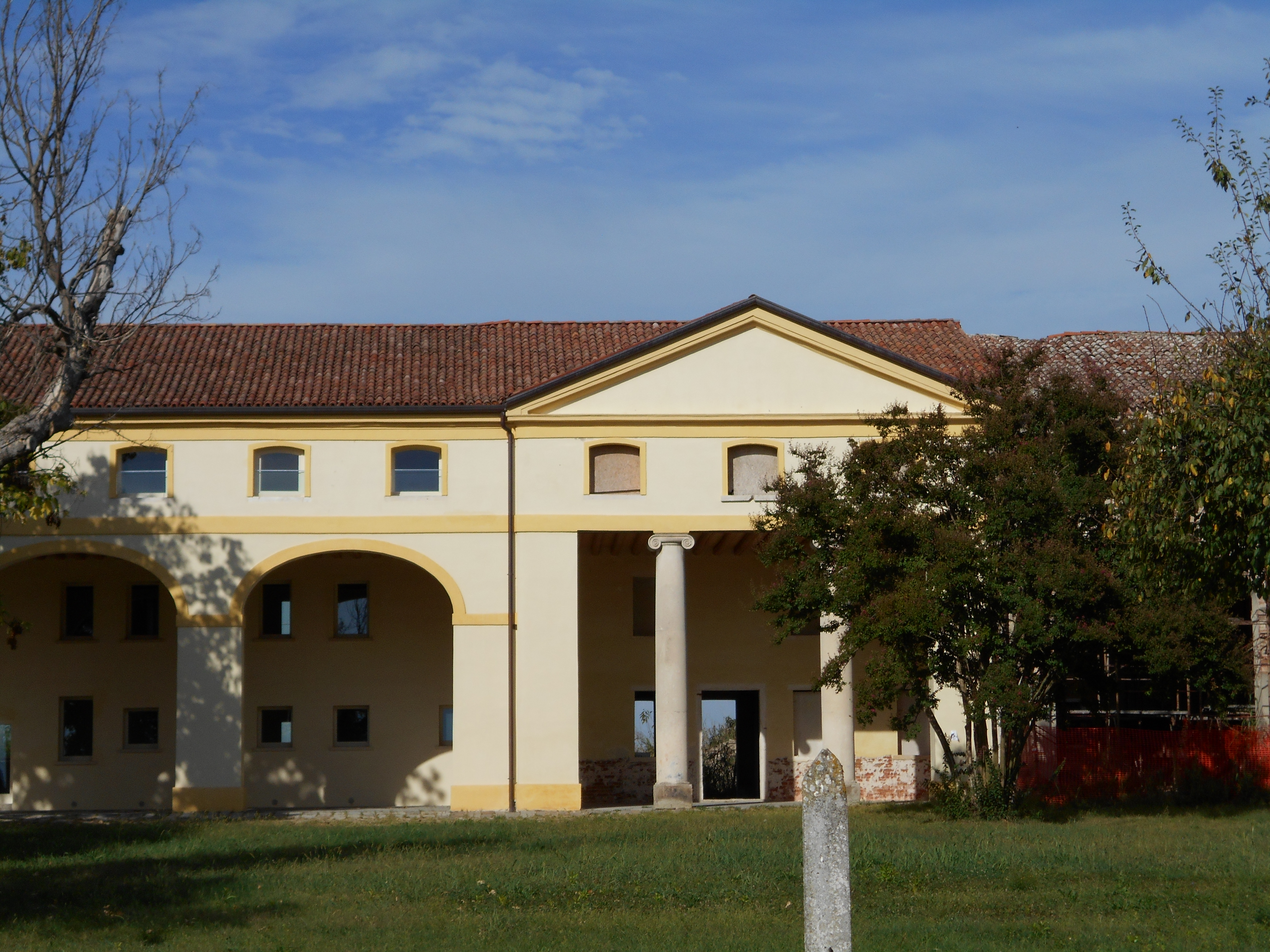
Villa Centanini
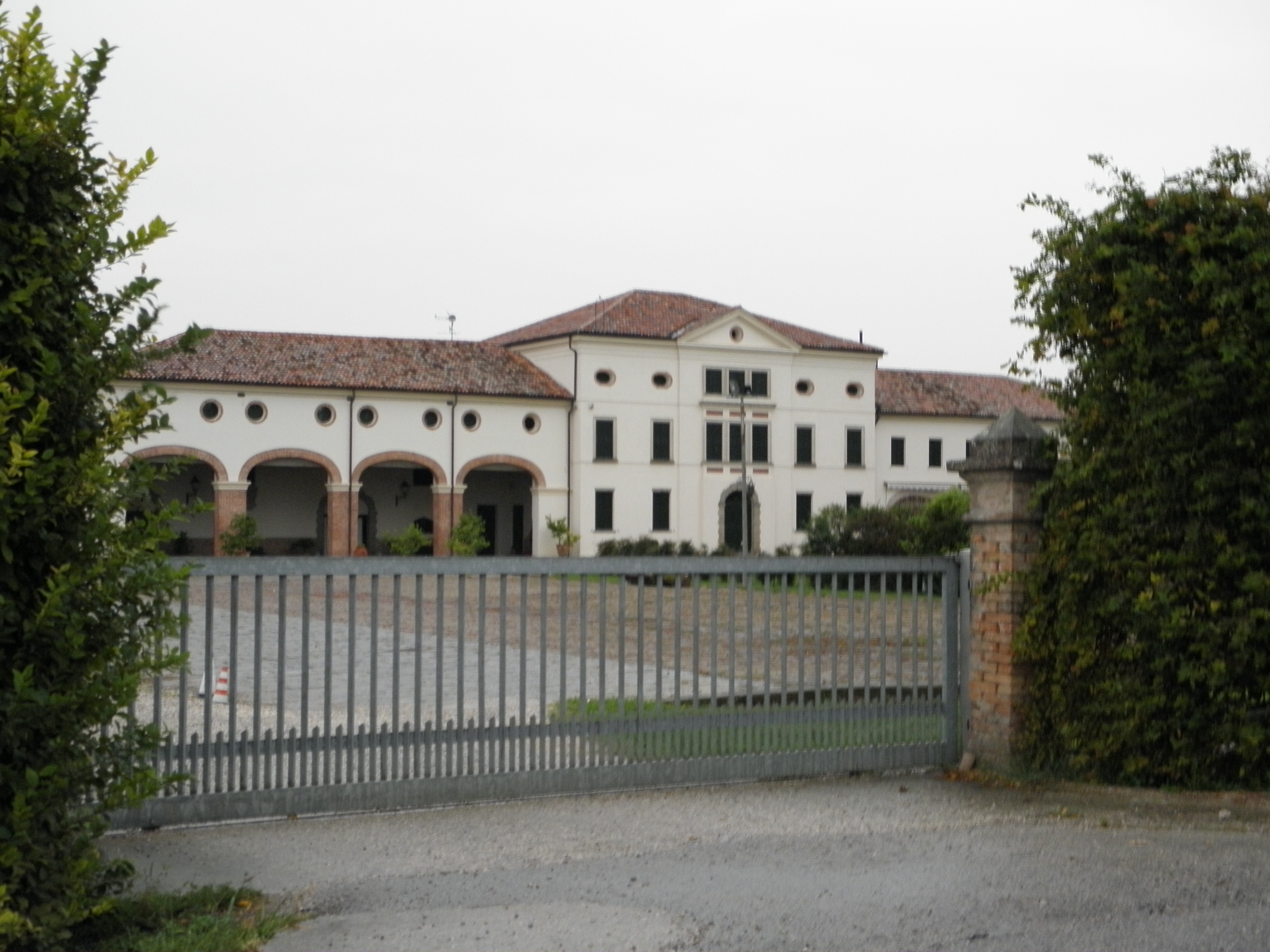
Villa Valcorba Duse Masin im Ortsteil Stroppare
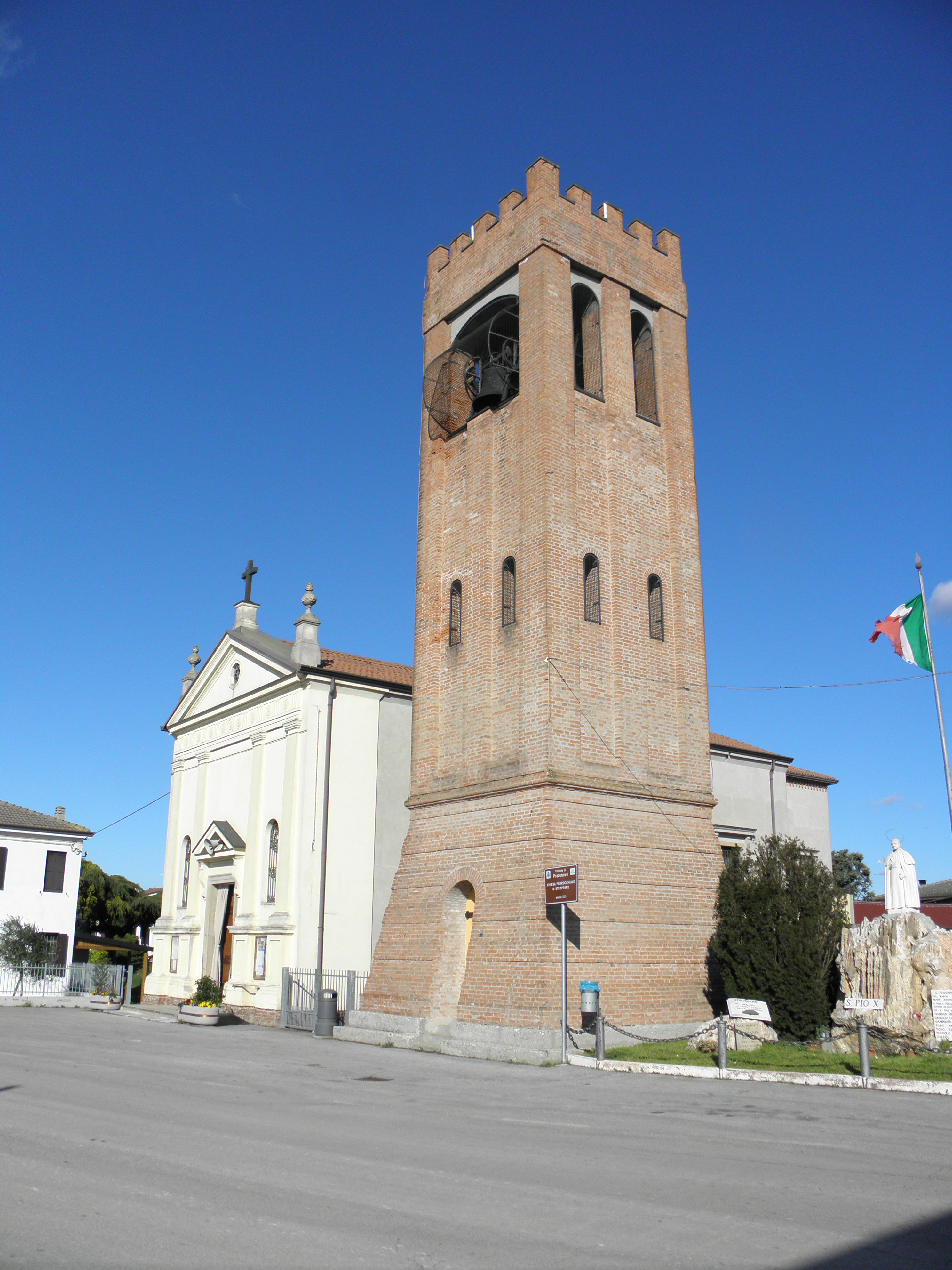
Pfarrkirche in Stroppare

## Persönlichkeiten
- Lina Merlin (1887–1979), Lehrerin und sozialistische Politikerin